# Definición Pre-Sudamericana (Chile)
La definición Pre-Sudamericana fue una competición de fútbol de Chile consistente en un partido o serie de partidos clasificatorios para la Copa Sudamericana, jugada desde 2009 hasta 2011.
Su organización estuvo a cargo de la Asociación Nacional de Fútbol Profesional de Chile (ANFP) y se jugaba una vez finalizado el Torneo de Apertura.
El último campeón fue Universidad de Chile, que ganó las tres definiciones disputadas.

## Historia
El antecedente directo de esta definición fue la Liguilla Pre-Sudamericana, disputada entre 2002 y 2007, exceptuando los años 2005 y 2006, en los cuales se determinó que clasificarían los equipos que terminaran en el primer y segundo lugar de la fase regular del Torneo de Apertura: Universidad Católica y Universidad de Chile en 2005, y Colo-Colo y Huachipato en 2006. En 2008, este sistema de clasificación directa relegó definitivamente a la Liguilla Pre-Sudamericana.
No obstante, en la temporada 2009 se estableció la disputa de una definición por el «Chile 2» para la Copa Sudamericana 2009 (el «Chile 1» correspondió a Unión Española por acumular el más alto puntaje en la fase clasificatoria del Torneo de Apertura 2009). Esta definición correspondió entre aquel que ocupó el segundo lugar de la fase clasificatoria del Torneo de Apertura 2009 y el equipo campeón de la Copa Chile 2008/Verano 2009; es decir, Universidad de Chile y Universidad de Concepción, respectivamente. La clasificación se jugó en partido único, en un estadio neutral (Estadio Francisco Sánchez Rumoroso), con victoria de Universidad de Chile por 3-1.
En la temporada 2010 los representantes chilenos en la Copa Sudamericana 2010 fueron tres: el «Chile 1», Unión San Felipe, campeón de la Copa Chile 2009; el «Chile 2», Colo-Colo, equipo que acumuló la mayor cantidad de puntaje en la primera rueda del campeonato nacional; y el «Chile 3». Este último cupo correspondió al ganador de los partidos disputados entre el equipo que obtuvo el segundo lugar en la primera rueda del campeonato (Universidad de Chile) y el equipo subcampeón de la Copa Chile 2009 (Municipal Iquique), ganando el primero por 2-0 en la ida y por 4-1 en la vuelta, clasificando así al certamen internacional.
Y en la temporada 2011 se utilizó un mecanismo semejante al anterior para la clasificación a la edición 2011 de la Copa Sudamericana: el «Chile 1», Deportes Iquique, campeón de la Copa Chile Bicentenario; el «Chile 2», Universidad Católica, equipo que acumuló la mayor cantidad de puntaje en la fase clasificatoria del Torneo de Apertura 2011; y el «Chile 3», correspondiente al equipo ganador de los partidos de definición disputados entre el subcampeón del Torneo de Apertura 2011 y el equipo subcampeón de la Copa Chile Bicentenario. No obstante, como Universidad Católica («Chile 2») resultó subcampeón del Torneo de Apertura, su lugar en el partido para determinar al «Chile 3» fue ocupado por el equipo que consiguió la segunda mejor ubicación en la fase clasificatoria del Campeonato de Apertura 2011, Universidad de Chile. Así, los azules se enfrentaron a Deportes Concepción, empatando 2-2 en el duelo de ida y ganando por 2-0 en la vuelta, resultados que volvieron a clasificar a Universidad de Chile a la Copa Sudamericana.
En la temporada 2012 no se estableció la disputa de definición alguna para acceder a la Copa Sudamericana 2012, reglamentándose otras formas de clasificación.

## Historial
Esta tabla muestra los resultados de la definición Pre-Sudamericana. Para más información sobre un torneo en particular, véase la página especializada de ella en Detalle.
| Año          |                      | Campeón | Resultados                | Subcampeón                                                                        |  | Sede |
| 2009 Detalle | Universidad de Chile | 3-1     | Universidad de Concepción | Estadio Francisco Sánchez Rumoroso, Coquimbo                                      |  |      |
| 2010 Detalle | Universidad de Chile | 2-0 4-1 | Municipal Iquique         | Estadio Tierra de Campeones, Iquique Estadio Francisco Sánchez Rumoroso, Coquimbo |  |      |
| 2011 Detalle | Universidad de Chile | 2-2 2-0 | Deportes Concepción       | Estadio Municipal de Concepción, Concepción Estadio Nacional de Chile, Santiago   |  |      |

## Palmarés
| Equipo                    | Campeón               | Subcampeón |
| ------------------------- | --------------------- | ---------- |
| Universidad de Chile      | 3 (2009, 2010 y 2011) | 0          |
| Universidad de Concepción | 0                     | 1 (2009)   |
| Municipal Iquique         | 0                     | 1 (2010)   |
| Deportes Concepción       | 0                     | 1 (2011)   |